# 国際社会主義青年同盟
国際社会主義青年同盟（IUSY International Union of Socialist Youth）は、世界100カ国の社会民主主義政党の青年部143団体が所属する青年政治団体。
日本からはかつて民社党全国青年部（解党・民社協会移行後に民社ユースに改称）と日本社会党青少年局が加盟（なお、社会党の加盟は冷戦終結後）していた。現在は社民党青年部が加盟している。2008年まで社会主義青年フォーラムが民社ユースの加盟権を承継する形で加盟していた。定期的に総会や会議が行われるほか、青年部のメンバー同士での交流が行われている。
なお社会主義青年インターナショナルと意訳される場合がある。

## 加盟団体
アジア・大洋州
- ブータン青年協会（ブータン）
- ラシュトラ・セヴァ・ダル（インド）
- ジャナタ・ダル世俗派青年部（インド）
- イスラエル労働党青年部（イスラエル）
- メレツ・ヤハド青年部（イスラエル）
- 社会民主党青年部（日本）
- 進歩青年協会（レバノン）
- 民主行動党社会主義青年部（マレーシア）
- モンゴル民主社会主義青年同盟（モンゴル）
- ネパール学生同盟（ネパール）
- ネパール・タルン・ダル（ネパール、ネパール会議派系）
- ファタハ青年部（パレスチナ）
- アクバヤン青年連合（フィリピン、アクバヤン市民行動党系）

ヨーロッパ
- アルバニア欧州社会主義青年フォーラム（アルバニア）
- アルバニア社会民主主義ユース（アルバニア、アルバニア社会民主党系）
- アルメニア青年連盟（アルメニア、アルメニア革命連盟系）
- オーストリア社会主義ユース（オーストリア）
- オーストリア社会主義学生連合（オーストリア、オーストリア社会民主党系）
- アゼルバイジャン社会民主主義青年協会（アゼルバイジャン）
- 社会民主主義青年集会（ベラルーシ）
- アニモ（ベルギー）
- 青年社会主義運動（ベルギー）
- ボスニア社会民主主義青年フォーラム（ボスニア・ヘルツェゴビナ、社会民主党系）
- ブルガリア社会党青年部（ブルガリア、ブルガリア社会党系）
- ヨーロッパ左派青年の選択（ブルガリア）
- 社会民主主義青年フォーラム（クロアチア、クロアチア社会民主党系）
- 社会民主主義ユース（キプロス）
- 青年社会民主主義者（チェコ）
- デンマーク社会民主主義ユース（デンマーク、デンマーク社会民主党系）
- 社会民主党青年部（エストニア）
- 社会主義ユース（フェロー諸島、フェロー諸島社会民主党系）
- フィンランド社会民主主義ユース（フィンランド、フィンランド社会民主党系）
- フィンランド社会民主主義学生連合（フィンランド）
- 青年社会主義運動（フランス）
- 社会民主党青年社会主義者連合（ドイツ、ドイツ社会民主党系）
- ドイツ社会主義ユース（ドイツ、ドイツ社会民主党系）
- 労働党学生連合（イギリス、労働党系）
- 青年労働党（イギリス、労働党系）